# Aleksandrs Solovejs
Aleksandrs Solovejs (* 11. Januar 1991 in Riga) ist ein lettischer Beachvolleyballspieler.

## Karriere
Solovejs spielte in seiner Juniorenzeit Beachvolleyball mit Rihards Finsters. Bei der U20-Europameisterschaft 2010 in Catania belegten Finsters/Solovejs Platz 13. Drei Jahre später erreichten sie bei der U23-Weltmeisterschaft 2013 in Mysłowice das Halbfinale und landeten auf dem vierten Platz. Seit Ende 2013 spielte Solovejs zusammen mit dem Olympiadritten Mārtiņš Pļaviņš. Die beiden Letten wurden hinter ihren Landsleuten Jānis Šmēdiņš/Aleksandrs Samoilovs Zweite beim FIVB Open Turnier im südafrikanischen Durban. 2014 gewannen sie das Open Turnier im russischen Anapa. 2015 spielte Solovejs an der Seite von Ruslans Sorokins. Von 2016 bis 2017 war Toms Šmēdiņš sein Partner. Anschließend spielte Solovejs erneut mit Rihards Finsters und bis 2020 mit Mihails Samoilovs. Mit beiden wurde der aus der Hauptstadt seines Heimatlandes stammende Sportler lettischer Meister (2018 mit Finsters, 2019 mit Samoilovs). Beide nahmen ein Jahr später an den Beachvolleyball-Europameisterschaften teil, kamen jedoch über einen einzigen Satzgewinn nicht hinaus. Von 2021 bis 2023 bestritt Solovejs nur noch zwei nationale Turniere mit Ernests Puskundzis. Eine Viertel- und eine Halbfinalteilnahme sprangen dabei heraus.